# Malacoptila panamensis
El buco barbón (Malacoptila panamensis) es una especie de ave galbuliforme de la familia Bucconidae nativa de América del Sur y América Central. Tiene 6 subespecies reconocidas.

## Distribución y hábitat
Su área de distribución incluye México, Guatemala, Belice, Honduras, Costa Rica, Nicaragua, Panamá, Colombia, Ecuador.
Habita los bosques y las plantaciones, especialmente las plantaciones de cacao, en tierras bajas y relieves hasta 1200 m s. n. m.

## Descripción

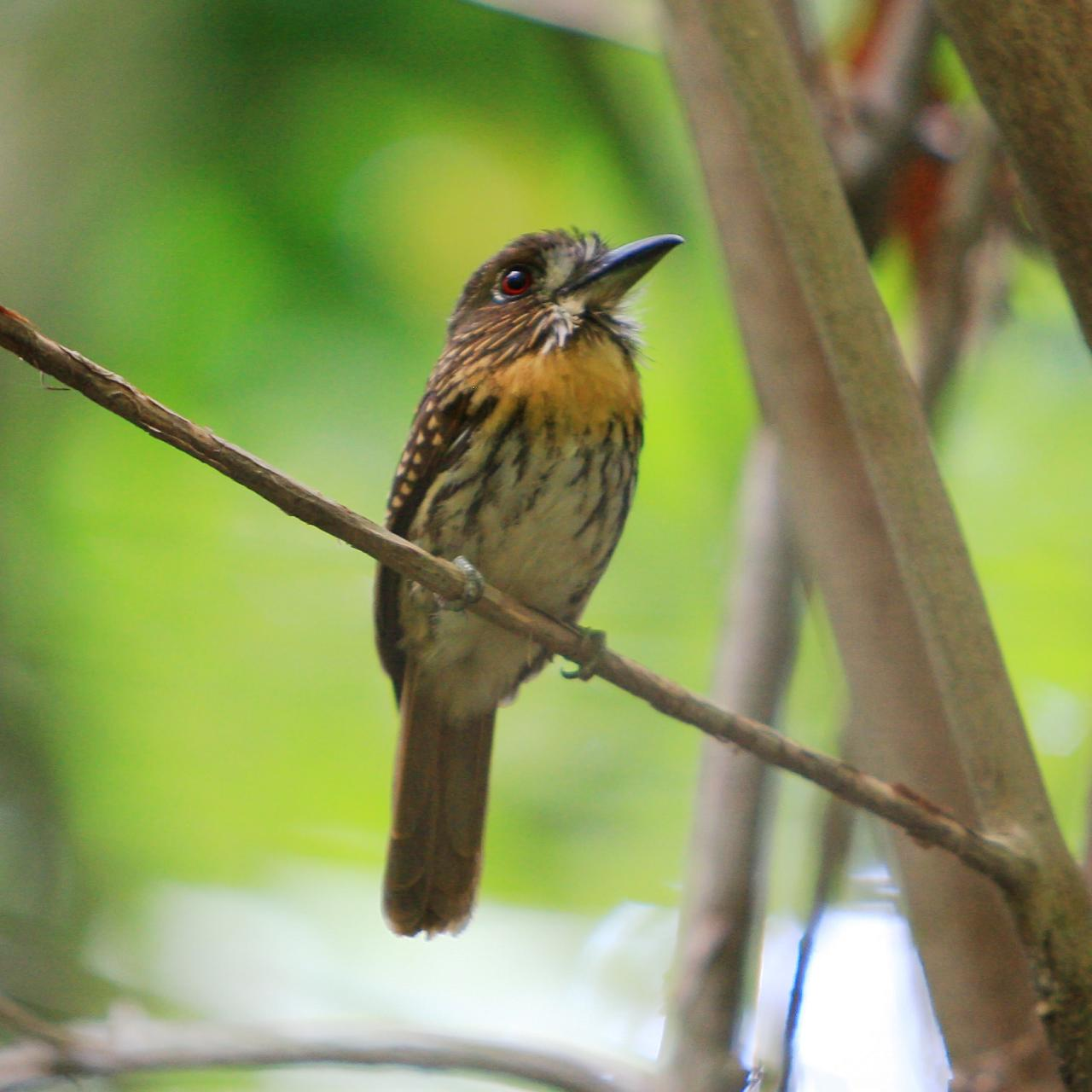
Malacoptila panamensis, Costa Rica.

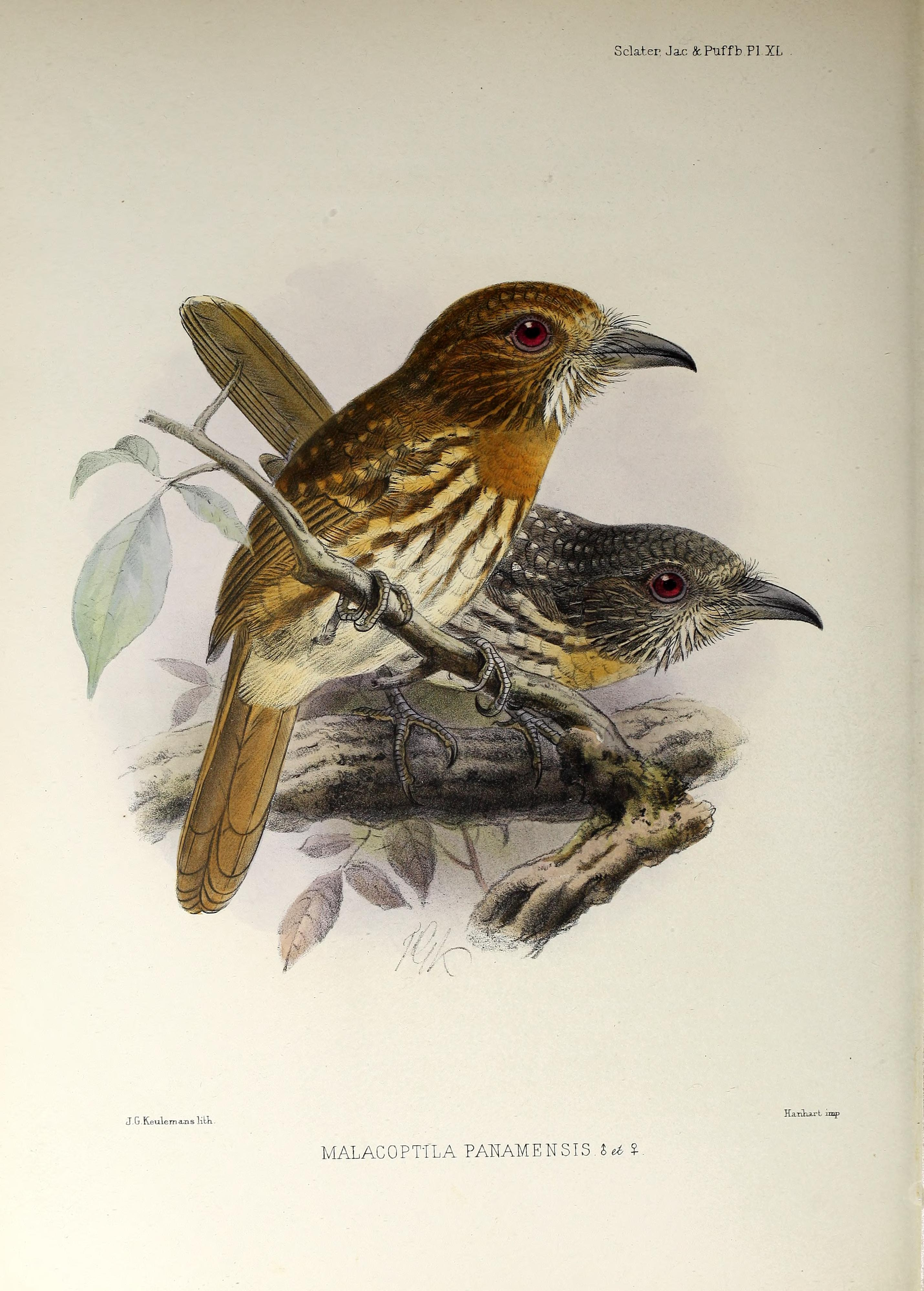
Bucos barbones en A monograph of the jacamars and puff-birds, or families Galbulid and Bucconid (1882'.

Son aves largas, algo corpulentos, y de cabeza grande. Adultos son 18 cm de largo y pesan 42 g en promedio. Tienen un pico grande, cuya base tiene cerdas y un "bigote" blanco, en realidad penachos de plumas. 
El macho adulto tiene el dorso y la cola de color pardo-claro con fina manchas de color canela en las alas y la corona. La parte inferior es canela-beige, con rayas más oscuras, y cada vez más pálido bajando el cuerpo hasta volverse casi blanco en la parte ventral. La hembra tiene la espalda de un marrón más grisáceo y rayas más oscuras en la parte inferior, dándole un aspecto con más contraste que el macho.
Las aves jóvenes se parecen a la hembra, pero tienen rayas en el dorso y franjas más estrechas en las partes inferiores.

## Comportamiento
Al igual que otros bucos, esta especie caza desde una percha donde queda inmóvil antes de lanzarse a la captura de grandes insectos, arañas, y pequeñas ranas y lagartos. Vuelve con presas a la perca y las golpea antes de consumirlas. A pesar de su tamaño, esta especie es difícil de distinguir porque se mantiene totalmente inmóvil en el follaje.
Anidan en madrigueras de un 15 a 55 cm de largo, con un diámetro de 6 cm. La cámara de anidación está llena de hojas secas. La hembra pone 2, raramente 3, huevos de color blanco brillante. Ambos sexos incuban los huevos y alimentan a las crías.

## Subespecies
Hay 6 subespecies reconocidas:
- M. p. chocoana Meyer de Schauensee, 1950 — en el occidente de Colombia
- M. p. fuliginosa Richmond, 1893 — del sureste de Nicaragua al occidente de Panamá
- M. p. inornata (Du Bus de Gisignies, 1847) — del sur de México al norte de Nicaragua
- M. p. magdalenae Todd, 1943 — al norte de Colombia
- M. p. panamensis Lafresnaye, 1847 — del sur-oeste de Costa Rica al noroeste de Colombia
- M. p. poliopis P. L. Sclater, 1862 — del sur-oeste de Colombia al oeste de Ecuador